# Гагарин (лунный кратер)
Гагарин (лат. Gagarin) — древний огромный кратер (бассейн) на обратной стороне Луны, в южном её полушарии. Назван в честь Юрия Алексеевича Гагарина, первого человека, совершившего полёт в космос. Этот кратер диаметром 262 км является одним из крупнейших кратеров Луны. Название утверждено Международным астрономическим союзом в 1970 г. Образование кратера относится к донектарскому периоду.

## Описание кратера
Ближайшими соседями кратера являются кратер Пирке на западе; кратер Деннинг на северо-западе; кратер Исаев, перекрывающий северную часть кратера Гагарин; кратер Граве, перекрывающий северо-восточную часть кратера Гагарин; кратер Арминский на северо-востоке; кратер Сирано на востоке; кратер Барбье на юго-востоке; кратер Врублевский, примыкающий к юго-восточной части вала кратера Гагарин; кратер Голечек на юге; кратер Андронов, примыкающий к юго-западной части вала кратера Гагарин; кратер Леви-Чивита на юго-западе. Кроме этого в чаше кратера Гагарин расположены кратеры Косберг, Баландин и Расплетин. Селенографические координаты центра кратера 19°40′ ю. ш. 149°21′ в. д. / 19,66° ю. ш. 149,35° в. д., диаметр 262 км.
Кратер Гагарин имеет сглаженный вал, террасу, мощный внешний вал, хребет и много горок на дне, цепочку, неровный характер дна, лаву на дне, не имеет лучевой системы, находится на материке. Сформировался в донектарский период, но позднее находящегося неподалёку бассейна Южный полюс — Эйткен:98-99. Глубина кратера, измеренная от дна кратера до верхней оконечности его вала, составляет 4800 метров, высота вала над окружающей поверхностью Луны — 2100 метров, ширина внешнего склона вала кратера достигает 43 км, а диаметр ровной поверхности дна — 200 км:464. При таком соотношении глубины и диаметра из центра кратера Гагарин его вал будет практически не виден — едва заметной, возможно, будет лишь самая верхняя кромка вала.
Местоположение кратера относительно других крупных кратеров обратной стороны Луны следующее: к востоку от кратера Циолковский, к югу от кратера Чаплыгин, к северо-востоку от кратера Павлов и к северо-западу от Моря Мечты. На валу кратера Гагарин, в северо-западной его части — сформировавшийся в нектарский период:98 кратер Исаев диаметром 85 км и немного правее него меньший по размеру кратер Граве, а в юго-восточной части находится кратер Расплетин диаметром 48 км.
Название официально утверждено 25 августа 1970 года резолюцией № 8 Международного астрономического союза на XIV Генеральной ассамблее МАС в Брайтоне.

## Сателлитные кратеры
| Гагарин | Координаты                                              | Диаметр, км |
| ------- | ------------------------------------------------------- | ----------- |
| G       | 20°31′ ю. ш. 150°32′ в. д. / 20,51° ю. ш. 150,54° в. д. | 13,7        |
| M       | 23°31′ ю. ш. 149°10′ в. д. / 23,51° ю. ш. 149,17° в. д. | 17,6        |
| T       | 19°20′ ю. ш. 144°45′ в. д. / 19,33° ю. ш. 144,75° в. д. | 26,4        |
| Z       | 15°19′ ю. ш. 149°36′ в. д. / 15,31° ю. ш. 149,60° в. д. | 26,8        |